# Aceroides (Aceroides) limicola
Aceroides (Aceroides) limicola is een vlokreeftensoort uit de familie van de Oedicerotidae. De wetenschappelijke naam van de soort is voor het eerst geldig gepubliceerd in 1926 door K.H. Barnard.